# Auto Union 1000
La Auto Union 1000 è un'autovettura di fascia media, prodotta dal 1957 al 1963 dalla Casa automobilistica tedesca Auto Union.

## Storia e profilo

### Debutto
L'erede della DKW F93 e della versione allungata, la F94, fu presentata nell'autunno 1957 al Salone di Francoforte. In realtà, i modelli F93 ed F94 continuarono la loro carriera commerciale ancora per qualche mese e sotto la denominazione commerciale di DKW 3=6 900, ma oramai la richiesta da parte del pubblico si era fatta meno pressante, anche in virtù della nascita del nuovo modello, la 1000 appunto. Fu proprio per la coesistenza di questi due modelli, alla fine del 1957 e nella prima metà del 1958, che la 1000 fu inizialmente proposta solo con carrozzeria coupé.

### Caratteristiche
L'aspetto della coupé, o meglio, della Coupé De Luxe, in realtà, non si discostava poi di molto da quello di una berlina a due porte, ma in effetti celava diverse caratteristiche nel disegno della parte posteriore del padiglione. Esso era infatti caratterizzato dal lunotto panoramico ed avvolgente e dall'assenza di montante centrale. Comunque sia, l'arrivo della 1000 portò anche alcune altre novità stilistiche, come ad esempio la calandra tagliata orizzontalmente in due da una barra cromata che al centro recava lo stemma Auto Union con quattro anelli, stemma che di lì a pochi anni sarebbe divenuto il logo della rediviva Audi. La F94 fu quindi l'ultima autovettura a fregiarsi dello storico logo DKW. Altri caratteri distintivi della 1000 furono i fari posteriori con cornice cromata ed i copriruota cromati di nuovo disegno. La Coupé De Luxe fu proposta esclusivamente con carrozzeria bicolore.
La principale novità tecnica introdotta con l'arrivo della 1000 fu il nuovo motore tricilindrico a due tempi da 981 cm³. Tale motore fu una naturale evoluzione dell'unità utilizzata nella F93 e nella F94, sempre tricilindrica ma con cilindrata di 896 cm³. Nel caso della 1000, l'aumento di cilindrata fu ottenuto con la rialesatura dei cilindri, il cui diametro passò da 71 a 74 mm. La potenza massima, nelle prime 1000, passò così da 40 a 44 CV. Per il resto, la struttura generale della vettura riprese le tradizionali soluzioni già viste nella precedente produzione DKW post-bellica, vale a dire il telaio separato in acciaio, l'architettura a motore anteriore e trazione anteriore, l'avantreno a ruote indipendenti con quadrilateri deformabili, il retrotreno ad assale rigido oscillante, le balestre trasversali sui due assi e l'impianto frenante a quattro tamburi. Il cambio utilizzato era del tipo manuale a 4 marce, ma solamente con seconda e quarta marcia sincronizzate. Era presente anche il dispositivo di ruota libera.

### Evoluzione e carriera commerciale

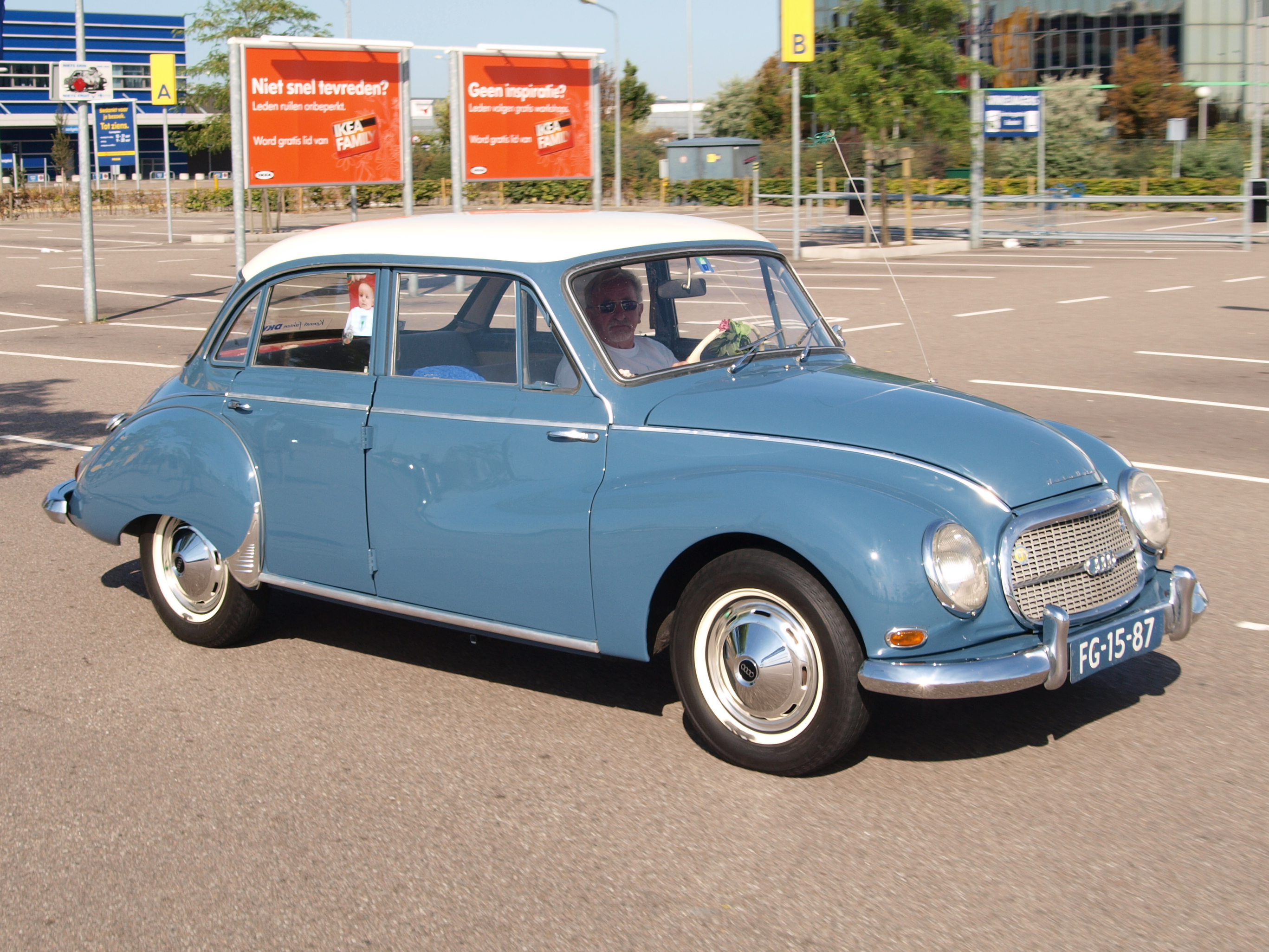
Una Auto Union 1000 berlina

La Coupé De Luxe che debuttò a Francoforte fu destinata a rappresentare, per i primi due anni di carriera commerciale anche il top della gamma della 1000, gamma che non avrebbe tardato a svilupparsi. Infatti, nel giugno del 1958 vide la luce la versione berlina a 4 porte, caratterizzata in primis dalle due portiere per lato, tutte incernierate nel montante centrale, ma anche dalle differenti superfici vetrate con deflettore fisso nella parte posteriore, dal ddiverso disegno del montante posteriore, più sottile, e dal lunotto non di tipo panoramico. Per il momento non vi sarebbe stata alcuna versione giardinetta derivata dalla 1000, poiché tale ruolo nel listino fu rappresentato in quel periodo dalla DKW 900 Universal, derivata dalla F94 ed anche ultima esponente di tale gamma, visto che proprio nell'estate 1958 le altre DKW 900 scomparvero dal listino. In quel periodo la Auto Union era appena entrata nell'era Daimler-Benz, poiché il colosso di Stoccarda era penetrato già dal mese di marzo nel capitale azionario del costruttore dei quattro anelli allo scopo di esplorare nuove fasce di mercato di segmento inferiore, andando nello stesso tempo a portare capitali freschi nella meno solida situazione finanziaria della Auto Union.
Sulla base della Coupé De Luxe, però, fu lanciata nel 1958 anche una nuova versione sportiva denominata Auto Union 1000 Sp, una coupé a due posti dalla carrozzeria specifica in stile americaneggiante (in seguito proposta anche come roadster) che alcune fonti trattano a parte ed altre congiuntamente al resto della gamma della 1000.

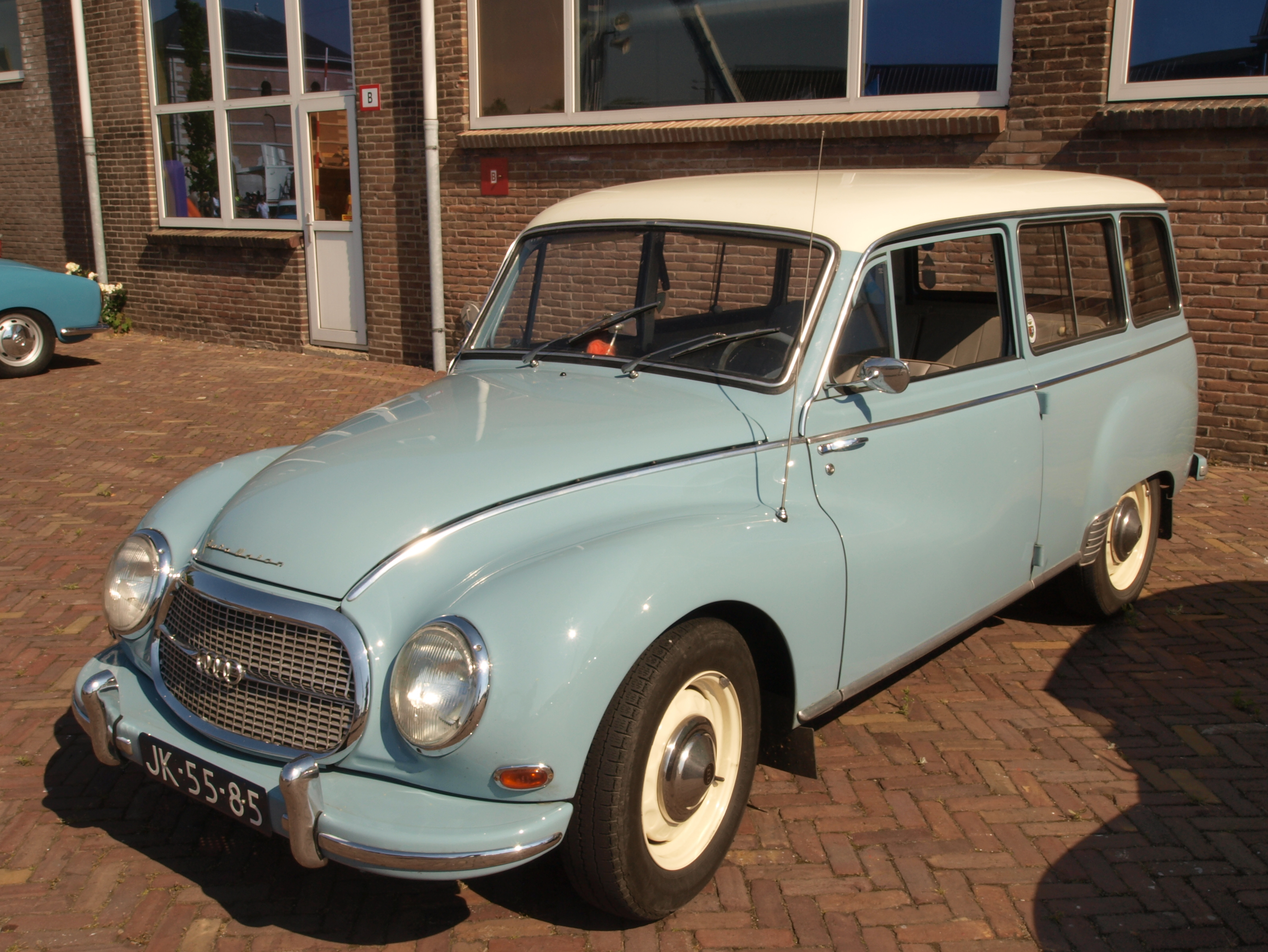
Una Auto Union 1000 Universal

Nel settembre del 1959 si ebbero il primo grande segno della gestione Daimler-Benz e del suo apporto finanziario: al Salone di Francoforte fu infatti presentata una gamma notevolmente ampliata ed aggiornata. Per cominciare, vi fu l'arrivo della nuova Universal, ossia la versione giardinetta su base Auto Union 1000, ma quest'ultima non fu dotata di parabrezza panoramico, come invece accadde al resto della gamma della 1000, ma in compenso ricevette una dotazione che comprendeva le placche parasassi all'altezza dei parafanghi posteriori ed il tetto a verniciatura differenziata. Sempre a proposito di tale gamma, si ebbe anche l'introduzione della berlina a 2 porte (versione di base della gamma con verniciatura in tinta unita, paraurti non cromati ma in tinta con la carrozzeria, finestrini posteriori fissi ed allestimento semplificato) e della 1000 S Coupé, nuova versione top di gamma dotata di un nuovo motore con potenza salita a 50 CV. Quest'ultima versione andò ad affiancare la Coupé De Luxe normale, la quale dal canto suo fu ribattezzata semplicemente Coupé e vide un ridimensionamento dell'allestimento, privato a quel punto delle cronici cromate sui fari posteriori e dei paraurti cromati. Tali elementi furono trasferiti nella nuova versione al vertice della gamma. Il motore da 50 CV fu montato anche sotto il cofano della berlina a 4 porte. Va ricordato che, mentre la Universal sfruttava il telaio a passo lungo della berlina a 4 porte, le due versioni coupé e la berlina a 2 porte nascevano sempre sul telaio a passo corto. Vi furono inoltre aggiornamenti anche nell'abitacolo: al posto guida comparve un cruscotto particolare, dotato di tachimetro a sviluppo verticale ai cui lati erano presenti altri due strumenti secondari e sopra di essi le due spie degli indicatori di direzione. Tale soluzione sarebbe stata adottata qualche anno più tardi anche nel posto guida della Mercedes-Benz W110. Furono rivisti anche i sedili ed i rivestimenti dei pannelli porta, i quali furono anche dotati di nuovi braccioli. Tra gli accessori a pagamento (non disponibili però per la Universal), vi furono la frizione automatica Saxomat ed il tetto apribile in tessuto. Oltre al nuovo motore per la S Coupé, dal punto di vista tecnico vi furono anche altre novità: in primo luogo il cambio divenne completamente sincronizzato, ed ancora, l'impianto frenante della gamma fu potenziato con l'adozione di nuovi tamburi, delle medesime dimensioni, ma dalla maggior superficie frenante.

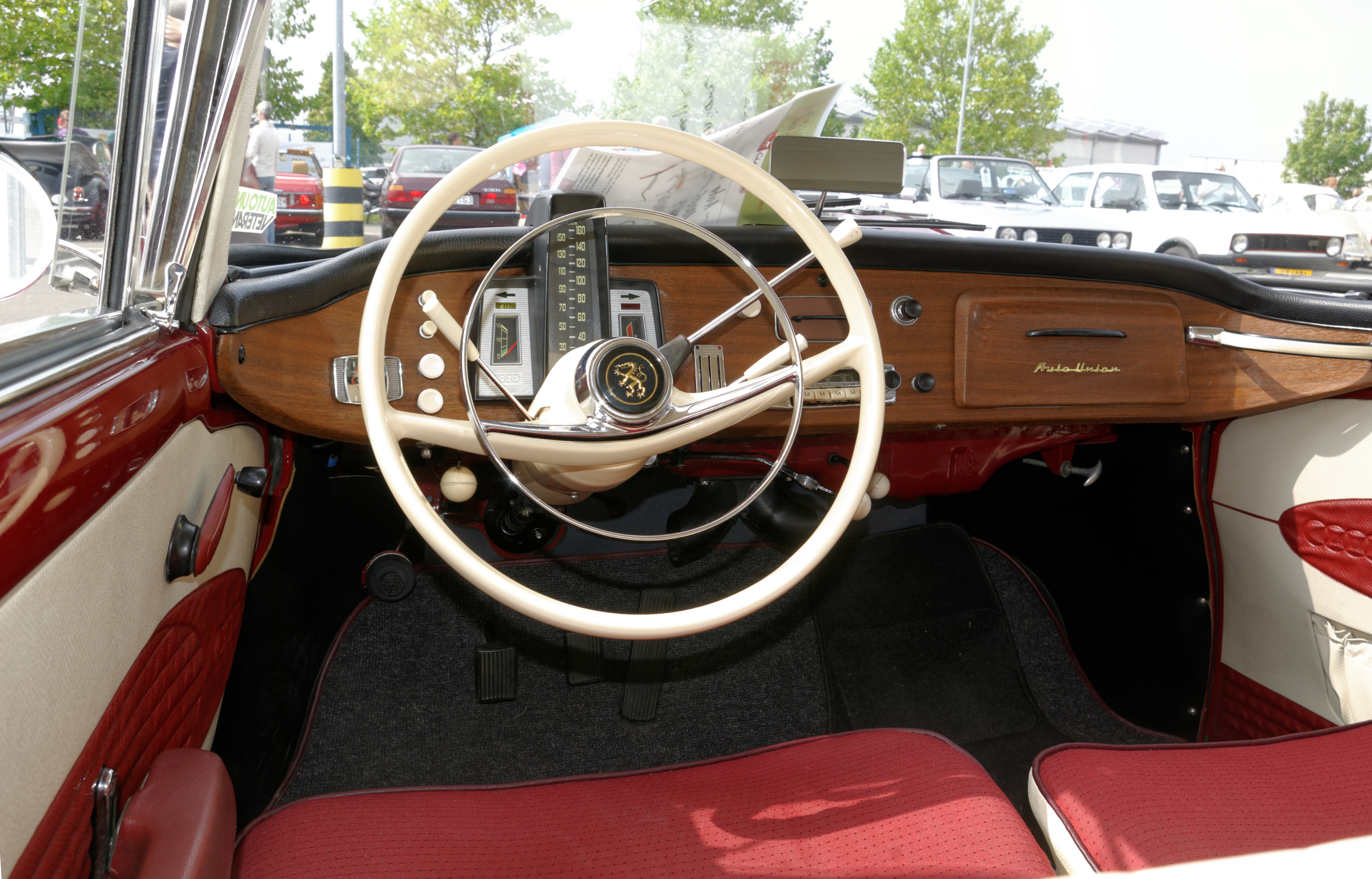
Il posto guida di una Auto Union 1000 successiva all'autunno 1959. Notare il particolare cruscotto verticale montato a partire da quel periodo.

L'influenza della Daimler-Benz si fece sentire in maniera consistente anche nel 1961: due anni prima il consiglio di amministrazione aveva fatto cessare per sempre la produzione di motocicli nello stabilimento di Ingolstadt (continuerà però nello stabilimento di Norimberga formando la Zweirad Union assieme ad altre Case motociclistiche). Questa decisione fu presa per poter ospitare la produzione della piccola Junior, ma dal 1961 tale impianto andò ad accogliere anche l'assemblaggio della 1000, mentre lo stabilimento di Düsseldorf, in cui fino a quel momento venivano assemblate le autovetture Auto Union e DKW, fu destinato alla produzione di autocarri Mercedes-Benz. In occasione del trasloco della linee di produzione della 1000 furono apportati anche alcuni aggiornamenti di dettaglio, come ad esempio un nuovo serbatoio per il carburante, oppure il nuovo alloggiamento della ruota di scorta all'interno del bagagliaio, il quale dal canto suo vide un aumento della propria capienza. Le versioni a due porte prodotte a partire dalla seconda metà del 1961 si riconobbero esteticamente per il nuovo montante posteriore con motivo zigrinato, mentre più in generale fu montata una nuova calandra in cui scomparve il listello orizzontale che la tagliava in due. Internamente comparvero invece degli inserti in finta radica. Per quanto riguarda gli aggiornamenti meccanici, la carreggiata posteriore fu allargata di 10 cm, mentre fu montata una nuova pompa dell'olio e fu migliorato il raffreddamento del motore. In realtà gli aggiornamenti avutisi nella seconda metà del 1961 furono numerosissimi ed interessarono in maniera specifica le varie versioni della gamma, compresa la Universal, che vide migliorie alle serrature delle portiere, per rendere più sicura la chiusura delle stesse, o anche aggiornamenti volti a proteggere gli occupanti posteriori dal carico nel bagagliaio in caso, ad esempio, di frenate brusche. Infatti, l'arrivo di pneumatici più robusti consentì di innalzare la portata massima da 405 a 500 kg. Per quanto riguarda la gamma, la Coupé con motore da 44 CV fu tolta di produzione e sostituita proprio dalla S Coupé, a sua volta sostituita al vertice dalla nuova S Coupé De Luxe. La S Coupé, infatti, vide il proprio allestimento divenire meno ricco, proprio per delineare meglio la differenza fra i due modelli. Tra le "chicche" della 1000 S Coupé De Luxe, vi fu tra l'altro la soluzione dei freni a disco all'avantreno, all'epoca una vera novità assoluta a livello mondiale su una vettura di serie di quel segmento. Alcuni problemi di approvvigionamento dei dischi dovuti ad alcuni disguidi con la ATE, che fabbricava tali componenti, fece slittare le prime consegne dall'autunno 1961 al marzo 1962. Proprio in quel periodo, la berlina di base a due porte scomparve dal listino in quanto fu il modello meno richiesto, mentre diversi mesi dopo, a novembre, fu la volta della Universal e della 1000 S con carrozzeria berlina a 4 porte. Rimasero a questo punto in listino solo le due S Coupé, normale e De Luxe.
La gamma della Auto Union 1000 proseguì così senza ulteriori variazioni fino al settembre del 1963, quando anche le restanti versioni scomparvero dal listino.

#### Tabella dati tecnici
Di seguito vengono riepilogate le principali caratteristiche delle varie versioni previste per la gamma dell'Auto Union 1000 in Europa.
| Auto Union 1000 (1957-63) |                 |                       |                    |                                                             |                |                        |                          |                |               |                   |                                        |                    |              |                    |
| Modello                   | Versioni        | Commercia- lizzazione | Esemplari prodotti | Motore                                                      | Cilindrata cm³ | Alesaggio e corsa (mm) | Rapporto di compressione | Potenza CV/rpm | Coppia Nm/rpm | Cambio            | Freni (ant./post.)                     | Massa a vuoto (kg) | Velocità max | Consumo (l/100 km) |
| 1000                      | Berlina 2 porte | 09/1959-03/1962       | 26.726             | A due tempi, anteriore longitudinale, tre cilindri in linea | 981            | 74x76                  | 7.25:1                   | 44/4500        | 83.4/2250     | Manuale a 4 marce | A tamburo                              | 920                | 125          | 8.6                |
| 1000                      | Berlina 4 porte | 06/1958-08/1959       | 3.393              | A due tempi, anteriore longitudinale, tre cilindri in linea | 981            | 74x76                  | 7.25:1                   | 44/4500        | 83.4/2250     | Manuale a 4 marce | A tamburo                              | 925                | 125          | 8.6                |
| 1000                      | Coupé           | 09/1959-07/1961       | 2.871              | A due tempi, anteriore longitudinale, tre cilindri in linea | 981            | 74x76                  | 7.25:1                   | 44/4500        | 83.4/2250     | Manuale a 4 marce | A tamburo                              | 920                | 130          | 8.6                |
| 1000                      | Coupé De Luxe   | 11/1957-08/1959       | 33.387             | A due tempi, anteriore longitudinale, tre cilindri in linea | 981            | 74x76                  | 7.25:1                   | 44/4500        | 83.4/2250     | Manuale a 4 marce | A tamburo                              | 920                | 130          | 8.6                |
| 1000                      | Universal       | 09/1959-11/1962       | 16.406             | A due tempi, anteriore longitudinale, tre cilindri in linea | 981            | 74x76                  | 7.25:1                   | 44/4500        | 83.4/2250     | Manuale a 4 marce | A tamburo                              | 980                | 120          | 8.9                |
| 1000 S                    | Berlina 4 porte | 09/1959-11-1962       | 17.985             | A due tempi, anteriore longitudinale, tre cilindri in linea | 981            | 74x76                  | 7.25:1                   | 50/4500        | 85.3/2250     | Manuale a 4 marce | A tamburo                              | 950                | 130          | 8.9                |
| 1000 S                    | Coupé           | 09/1959-09/1963       | 65.498             | A due tempi, anteriore longitudinale, tre cilindri in linea | 981            | 74x76                  | 7.25:1                   | 50/4500        | 85.3/2250     | Manuale a 4 marce | A tamburo                              | 930                | 135          | 8.6                |
| 1000 S                    | Coupé De Luxe   | 07/1961-09/1963       | 26.048             | A due tempi, anteriore longitudinale, tre cilindri in linea | 981            | 74x76                  | 7.25:1                   | 50/4500        | 85.3/2250     | Manuale a 4 marce | Anteriori a disco Posteriori a tamburo | 930                | 135          | 8.6                |

#### La Auto Union 1000 in Sudamerica

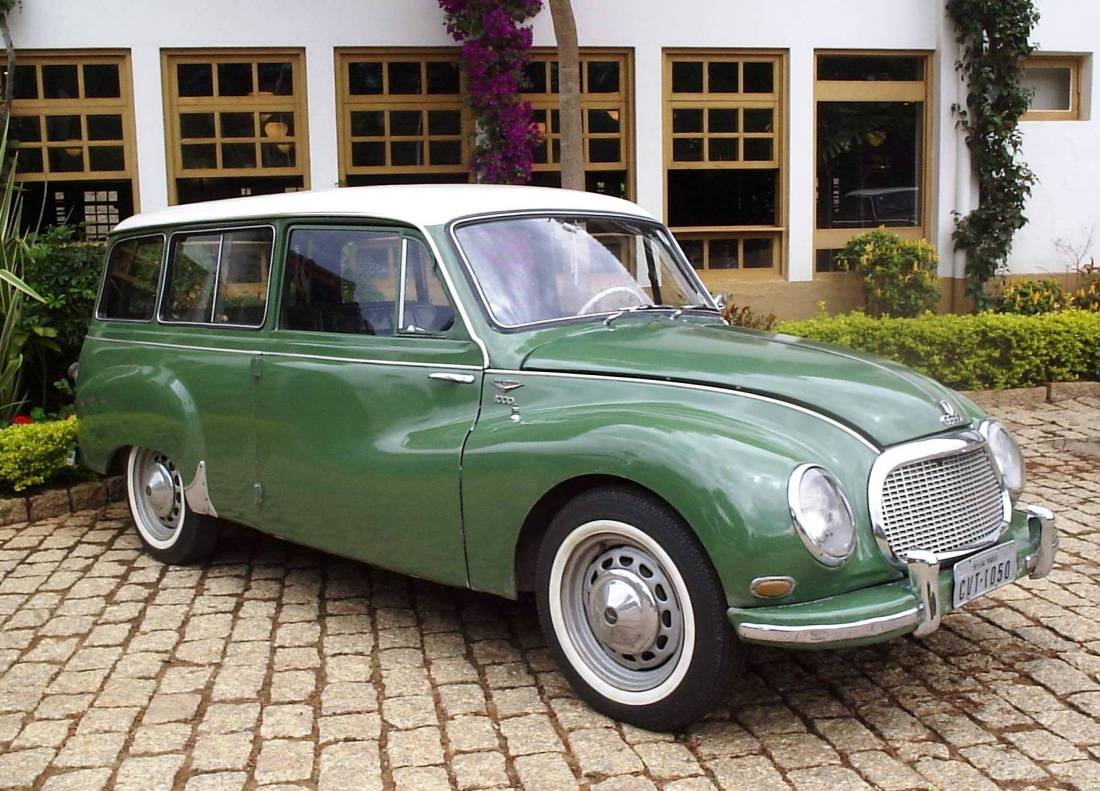
Una Vemaguet, ossia la Universal brasiliana

L'Auto Union 1000 fu prodotta anche in Sudamerica, in particolare in Argentina ed in Brasile. In Argentina la produzione cominciò all'inizio del 1960 in base ad un accordo stretto il 23 ottobre dell'anno precedente tra la Auto Union e la locale Industria Automotriz Santa Fe S.A., con sede appunto a Santa Fe. La produzione inizialmente fu limitata alla sola 1000 S con carrozzeria berlina a quattro porte. Solo a partire dal 1962 fu estesa alla Universal ed al furgoncino Schnellaster, che in Germania erano usciti di produzione proprio nel corso di quell'anno. Le 1000 S prodotte in Argentina differivano da quelle tedesche per alcuni particolari, come ad esempio il paraurti anteriore di diverso disegno. In realtà, la commercializzazione in Argentina fu fin da subito afflitta da problemi organizzativi da imputare non tanto alla Casa madre tedesca, quanto piuttosto alla cattiva organizzazione della rete di vendita nel Paese sudamericano. Ciò si ripercosse sui risultati commerciali, decisamente al di sotto delle aspettative ed all'istanza di fallimento giunta già nel 1968. Tra la fine di quell'anno ed il marzo del 1969 si svolsero le ultime battute delle vicenda argentina dell'Auto Union. La Industria Automotriz Santa Fe chiuse i battenti proprio nella primavera del 1969 dopo che la 1000 S fu prodotta in 21.797 esemplari e la Universal in 6.396 esemplari.

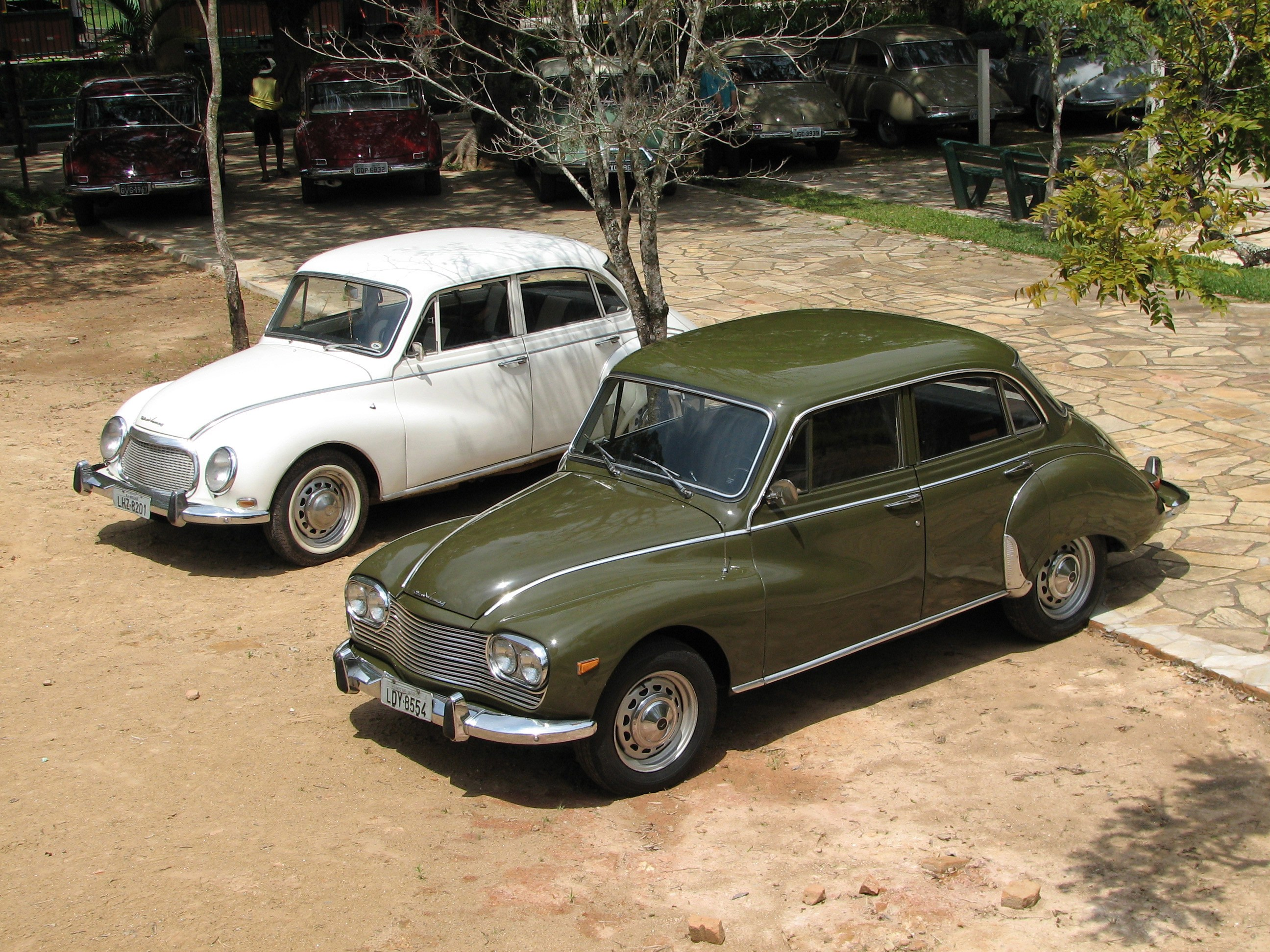
Confronto fra una Vemag Belcar anteriore al 1966 (bianca) ed una del 1967 con l'inedita soluzione dei fari sdoppiati e della nuova calandra, entrambi proposti da Fissore

Nel 1959 cominciò la produzione di Auto Union 1000 anche in Brasile, presso lo stabilimento dell'Industria e Comercio Auto Union S.A., una joint-venture tra la stessa Auto Union (detentrice del 52% del pacchetto azionario) e la Vemag, un costruttore locale già con significative esperienze nel campo dell'industria automobilistica (fino al 1953 aveva assemblato modelli Studebaker). La produzione della 1000 incluse la Universal, che in Brasile fu ribattezzata come Vemaguet (riprendendo così la denominazione utilizzata fino a quel momento per le Universal su base F94) e dal 1961 anche la berlina a 4 porte, che nello stesso contesto prese il nome di Belcar. Il marchio utilizzato fu quello della Vemag. Nel 1963, mentre la produzione in Germania era già cessata, i due modelli furono sottoposti ad un restyling che interessò particolari come le luci di retromarcia, il portellone del bagagliaio, il paraurti anteriore, il cofano motore i copriruota di nuovo disegno e l'incernieratura delle portiere anteriori, ora spostata anteriormente. Così aggiornati i due modelli presero la denominazione di Belcar 1001 e Vemaguet 1001. Nel frattempo, la vecchia carrozzeria della berlina con le portiere incernierate tutte sul montante centrale, fu rispolverata per realizzare un lotto limitato a 200 esemplari della cosiddetta Belcar Luxo, dotata di un allestimento più ricco e finiture più curate (era incluso anche il tetto in tinta differenziata). Nel 1965, in occasione del quarto centenario dalla fondazione della città di Rio de Janeiro, la Belcar fu proposta in una nuova versione denominata Belcar Rio, che sostituì la 1001. Stessa sorte anche per la Vemaguet, divenuta Vemaguet Rio. Nel 1966 la Belcar Rio vide il proprio motore, sempre da un litro, passare da 50 a 60 CV, un aggiornamento mai visto in Europa. Alla fine del 1966 venne effettuato un altro restyling, stavolta meno discreto e consistente innanzitutto nella profonda rivisitazione del frontale, ora con calandra molto più estesa e con proiettori circolari sdoppiati. Tale ridisegnamento non fu opera della Vemag, ma della carrozzeria Fissore, la quale possedeva un proprio distaccamento anche in Brasile. Anche la meccanica fu rivista e Vemaguet e Belcar del 1967 ricevettero anche inediti freni a disco. 

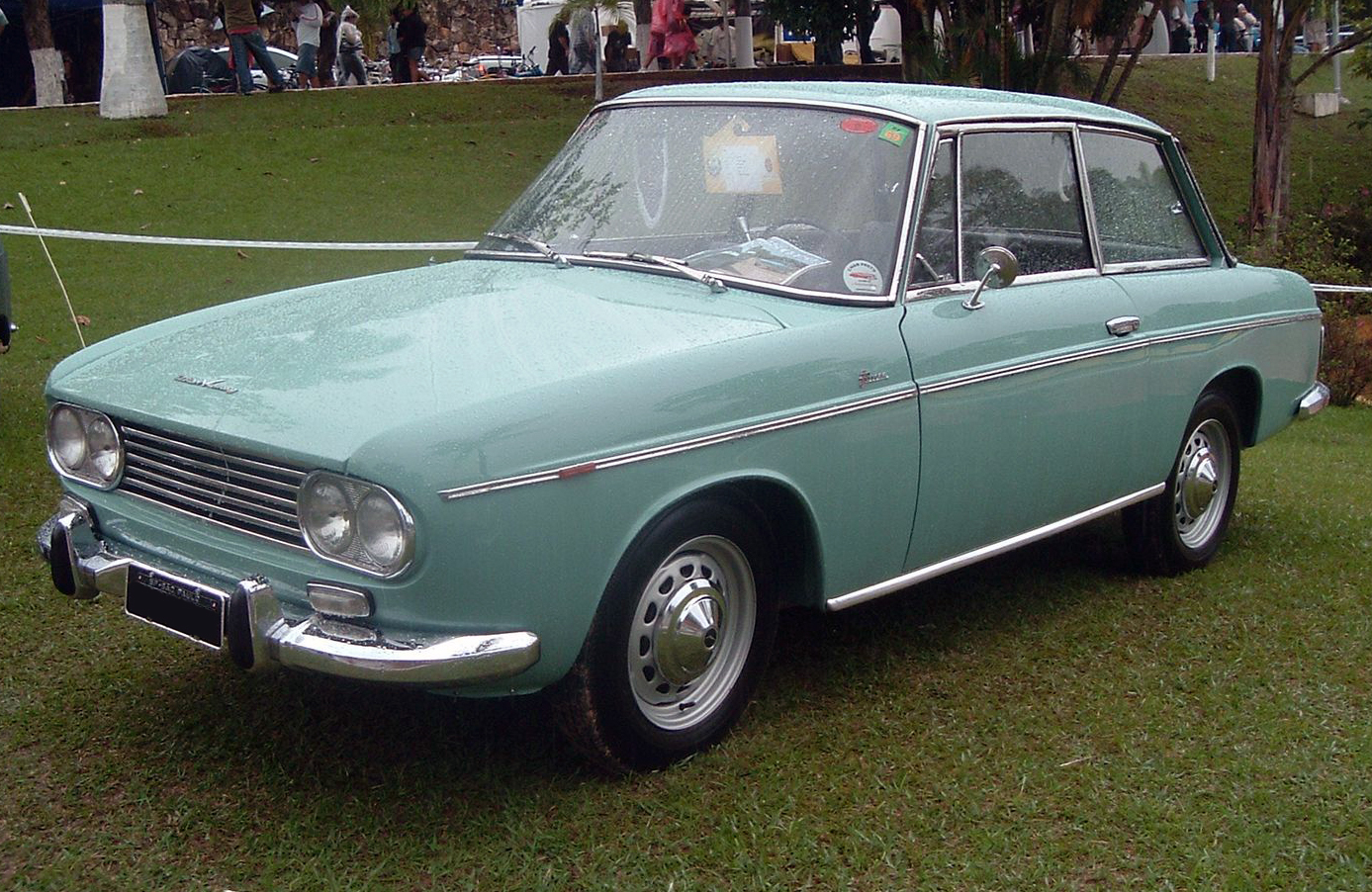
Una Vemag Fissore

Torniamo indietro di alcuni anni per parlare di un'ulteriore variante della gamma, ossia la Vemag Fissore, caratterizzata da una carrozzeria molto simile a quella della DKW F102 prodotta e commercializzata in Europa, ma con struttura a telaio separato e con motore e organi meccanici mutuati ancora una volta dalla AU 1000. La carrozzeria fu rivisitata ancora una volta dalla Fissore, che ne andò a modificare il frontale, ora a fari sdoppiati, ma sempre con una larga calandra a listelli orizzontali tipica sia delle ultime Belcar, sia della stessa F102. Anche la coda fu oggetto di aggiornamenti stilistici e così ecco che anche i gruppi ottici posteriori erano molto più piccoli e più spostati agli angoli della carrozzeria rispetto ai fari a sviluppo orizzontale presenti invece nella F102. Il motore è il consueto tricilindrico da un litro, con potenza massima di 50 CV. Tale variante nacque per soddisfare i gusti di chi voleva una vettura dalle linee più moderne rispetto a quelle ormai un po' troppo retrò della Belcar. La vettura fu presentata nel giugno del 1963, ma la produzione fu avviata solo alcuni mesi dopo, Anche la Vemag Fissore fu tolta di produzione nel 1967 dopo essere stata prodotta in 2.489 esemplari.
La produzione in Brasile terminò alla fine del 1967: dopo una carriera commerciale che in Brasile conobbe un buon successo (la Vemag divenne il terzo costruttore brasiliano dopo Volkswagen e Wyllis), lo stabilimento della Vemag venne rilevato dalla Volkswagen, nuova detentrice dei marchi Auto Union e DKW, che da poco aveva avviato in Europa la produzione di questi due marchi, ma stavolta sotto l'egida della Audi. In totale furono prodotti circa 52.000 esemplari di Belcar più 7.923 esemplari di Vemaguet.